# Agricultura convencional
A agricultura convencional é a modalidade de manejo agrícola dominante, desde a chamada Revolução Verde do final dos anos 1960, quando ocorre a introdução de novas tecnologias, incluindo novas variedades de grãos (especialmente trigo e arroz), introdução de agroquímicos (fertilizantes e agrotóxicos), novos métodos de irrigação e cultivo, incluindo a mecanização. Tudo isso tem sido, desde então considerado como um "pacote de práticas" para substituir a tecnologia "tradicional" e para ser adotado em bloco. Basicamente, esse modelo se caracteriza pela monocultura, grande escala de produção, alta produtividade, custos decrescentes, amplo uso da mecanização, insumos químicos e engenharia genética.
Atualmente, a agricultura convencional é parte essencial de um complexo sistema de relações fornecedor-cliente - o sistema do agronegócio. A expressão "agricultura convencional" surge em oposição a formas "alternativas" ou tradicionais de produção agrícola e, eventualmente, tem uma conotação negativa.

## Atividades básicas no cultivo convencional
No sistema convencional, o cultivo agrícola segue basicamente a seguinte ordem:

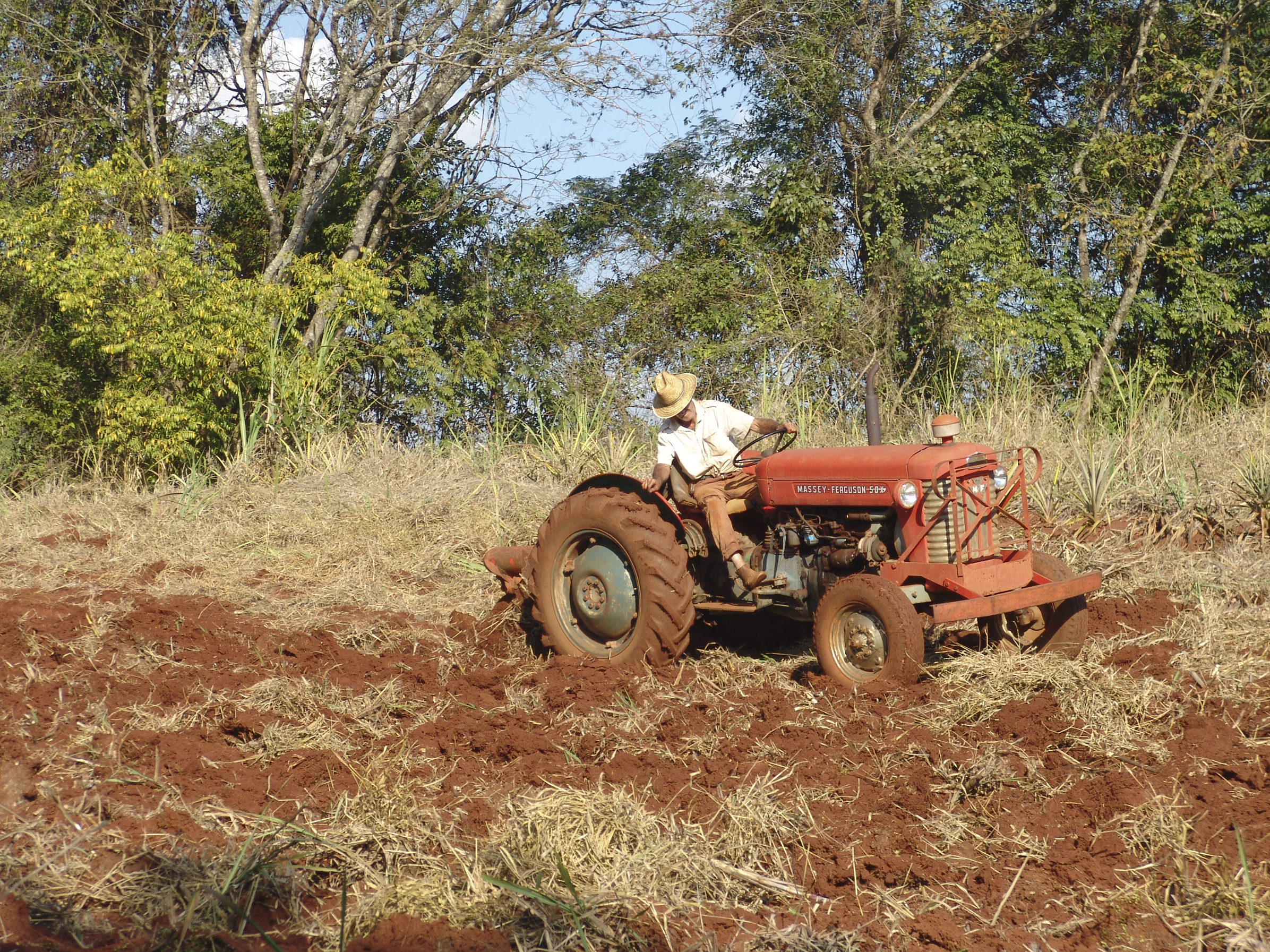
Arando para plantio

1. ) Remoção da vegetação nativa (desmatamento)
2. ) Aração
3. ) Calagem
4. ) Gradagem
5. ) Semeadura
6. ) Adubação mineral
7. ) Controle fitossanitário mediante aplicação de agrotóxicos[4]
8. ) Capinas (manual, mecânica ou por uso de herbicidas)
9. ) Colheita

Observe-se que essa ordem pode ser modificada, segundo as particularidades da cultura em questão.

## Críticas
Ao melhorar geneticamente uma planta para que ela produza mais, pode-se estar reduzindo sua resistência a pragas e doenças, pois sua energia é desviada da parte vegetativa para a reprodutiva. Substâncias indesejáveis, como alcaloides, que dão sabor amargo aos alimentos são eliminados. Além disso, as plantações ficam sem variabilidade genética.  Assim, essas plantas tornam-se mais vulneráveis a pragas e doenças.
As plantas escolhidas para o melhoramento geralmente são as que melhor respondem à adubação mineral, tornando necessária a aplicação frequente de fertilizantes solúveis, ocasionando desequilíbrio mineral no solo.
Um outro problema que geralmente ocorre com as plantas melhoradas, é que quando são híbridas, o agricultor não consegue reproduzi-las em sua propriedade e precisa sempre comprar as sementes da empresa que as produz.
O sistema de monocultura favorece o aparecimento de pragas, doenças e ervas invasoras, fazendo com que o agricultor tenha que utilizar agrotóxicos para conseguir produzir. Esse sistema também provoca rápida perda de fertilidade do solo, pois facilita a erosão, reduz a atividade biológica e esgota a reserva de alguns nutrientes.
Os insumos agrícolas utilizados são na sua maioria derivados direta ou indiretamente do petróleo, que resultam num alto custo energético para sua obtenção, ocasionando um balanço energético negativo, ou seja, a energia produzida pela cultura é menor que a energia gasta para sua produção.
Assim sendo, o agricultor está sempre dependendo das grandes empresas, seja para comprar sementes, fertilizantes, inseticidas, herbicidas, etc. e quem acaba por ficar com a maior parte (40% a 80%) do lucro são elas.
Na produção animal também ocorrem os mesmos problemas. Os animais são vistos como mini indústrias de produção de alimentos, não como seres vivos, e sofrem maus tratos pelos produtores. Ficam confinados em locais minúsculos, às vezes no escuro, alguns são alimentados à força, ou são mutilados.
Os animais também recebem hormônios para crescerem e engordarem mais rápido, produzirem mais leite, etc. e tomam antibióticos em grandes quantidades. Isso tudo afeta a qualidade dos alimentos obtidos, que podem conter resíduos dessas substâncias e prejudicar a saúde de quem os consome.'

## Alternativas à agricultura convencional
- Agricultura natural
- Agricultura orgânica
- Transgênicos